# Пиччирилло, Микеле
Микеле Пиччирилло (итал. Michele Piccirillo, родился 29 января 1970, Модуньо, Италия) — итальянский профессиональный боксёр, чемпион мира среди профессионалов по версии МБФ (IBF), призёр чемпионата Европы 1991 года.

## Спортивная карьера

### 2005—2006
В 2005 году завоевал титул чемпиона в 1-м среднем весе, проиграл Рикардо Майорге.

### 1 декабря2007Вернон Форрест —Микеле Пичирилло
- Место проведения:  Фоксвуд Касино, Машантакет, Коннектикут, США
- Результат: Победа Форреста техническим нокаутом в 11-м раунде в 12-раундовом бою
- Статус: Чемпионский бой за титул WBC в 1-м среднем весе (1-я защита Форреста)
- Рефери: Артур Мерканти младший
- Счет судей: Массимо Баровеччио (98—90), Стив Вейсфелд (98—90), Джэк Вудбёрн (98—90) — все в пользу Форреста
- Вес: Форрест 69,40 кг; Пичирилло 68,90 кг
- Трансляция: Showtime
- Счёт неофициальных судей: Рон Борджс (98—91), Кит Айдек (98—91), Джэк Обермайер (99—90) — все в пользу Форреста

В декабре 2007 года Вернон Форрест проводил 1-ю защиту титула WBC в 1-м среднем весе против бывшего чемпиона в полусреднем весе по версии IBF итальянца Микеле Пичирилло. Этот бой должен был состояться в 2002 году, однако тогда Форрест предпочёл повторно встретиться с Шейном Мосли. В конце 6-го раунда Форрест провел серию ударов, последний из которых пришёлся по затылку противника. Пичирилло упал. Рефери отсчитал нокдаун, несмотря на недовольство итальянца. В середине 9-го раунда Форрест левым хуком попал в челюсть Пичирилло, после чего тот рухнул на колени. Итальянец встал на счет 4. Форрест попытался форсировать события, но его противник ушёл в глухую оборону. В конце 11-го раунда Форрест провёл прицельный правый кросс. Пичирилло отошёл к канатам. Форрест повторил удар. Итальянец упал на канвас. Рефери сразу же прекратил поединок. При падении Пичирилло повредил правую ногу.